# Eremogone androsacea
Eremogone androsacea är en nejlikväxtart som först beskrevs av Grub., och fick sitt nu gällande namn av S. Ikonnikov. Eremogone androsacea ingår i släktet Eremogone och familjen nejlikväxter. Inga underarter finns listade i Catalogue of Life.